# Arenga engleri
Arenga engleri là loài thực vật có hoa thuộc họ Arecaceae. Loài này được Becc. mô tả khoa học đầu tiên năm 1889.

## Hình ảnh

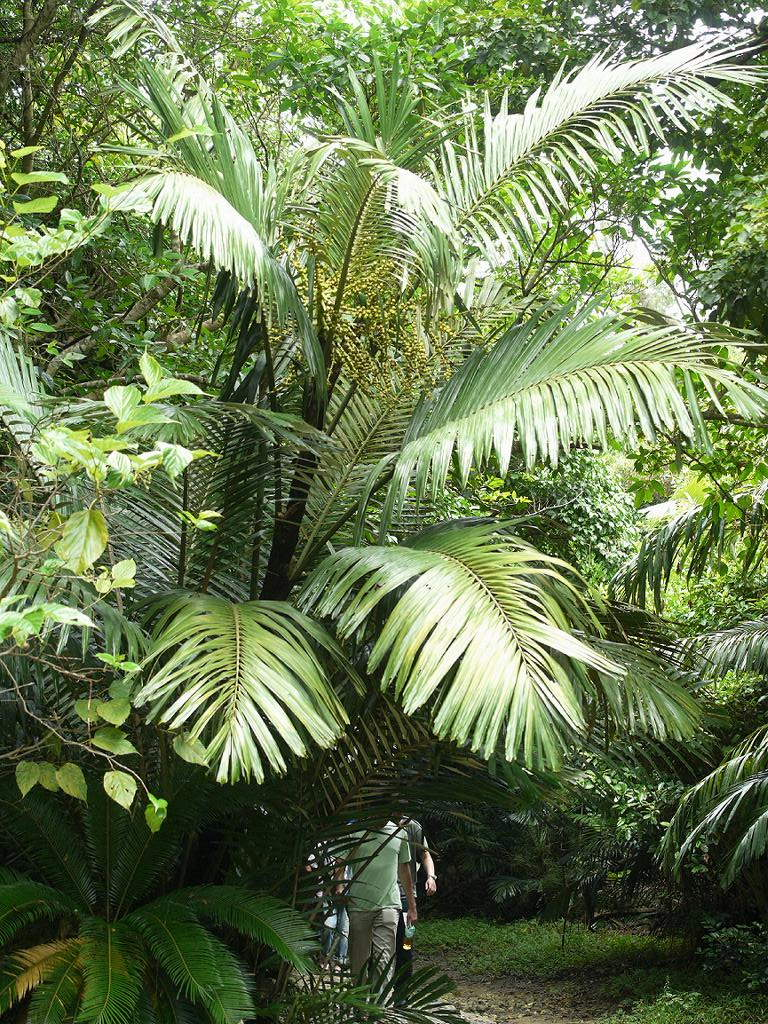
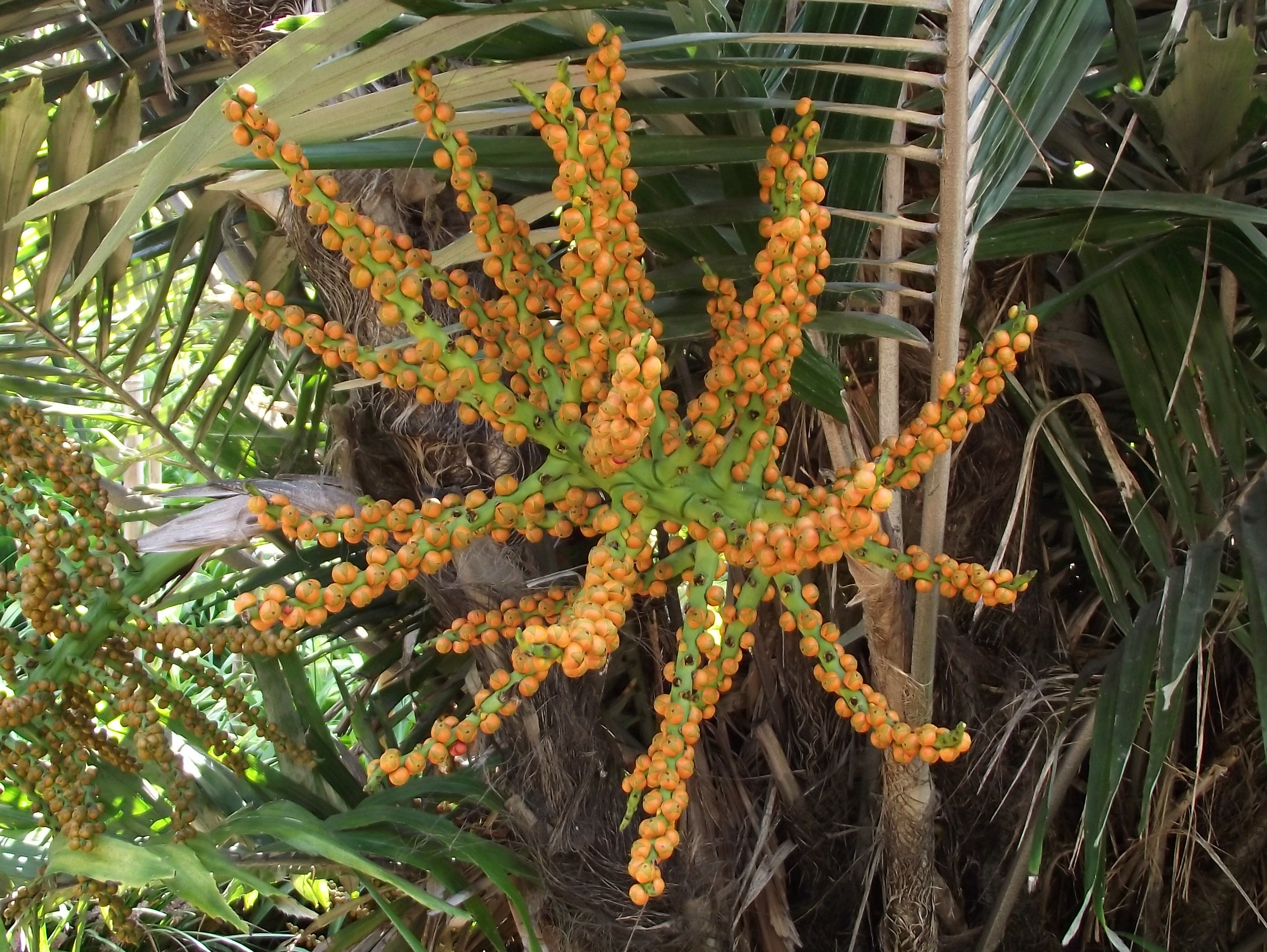
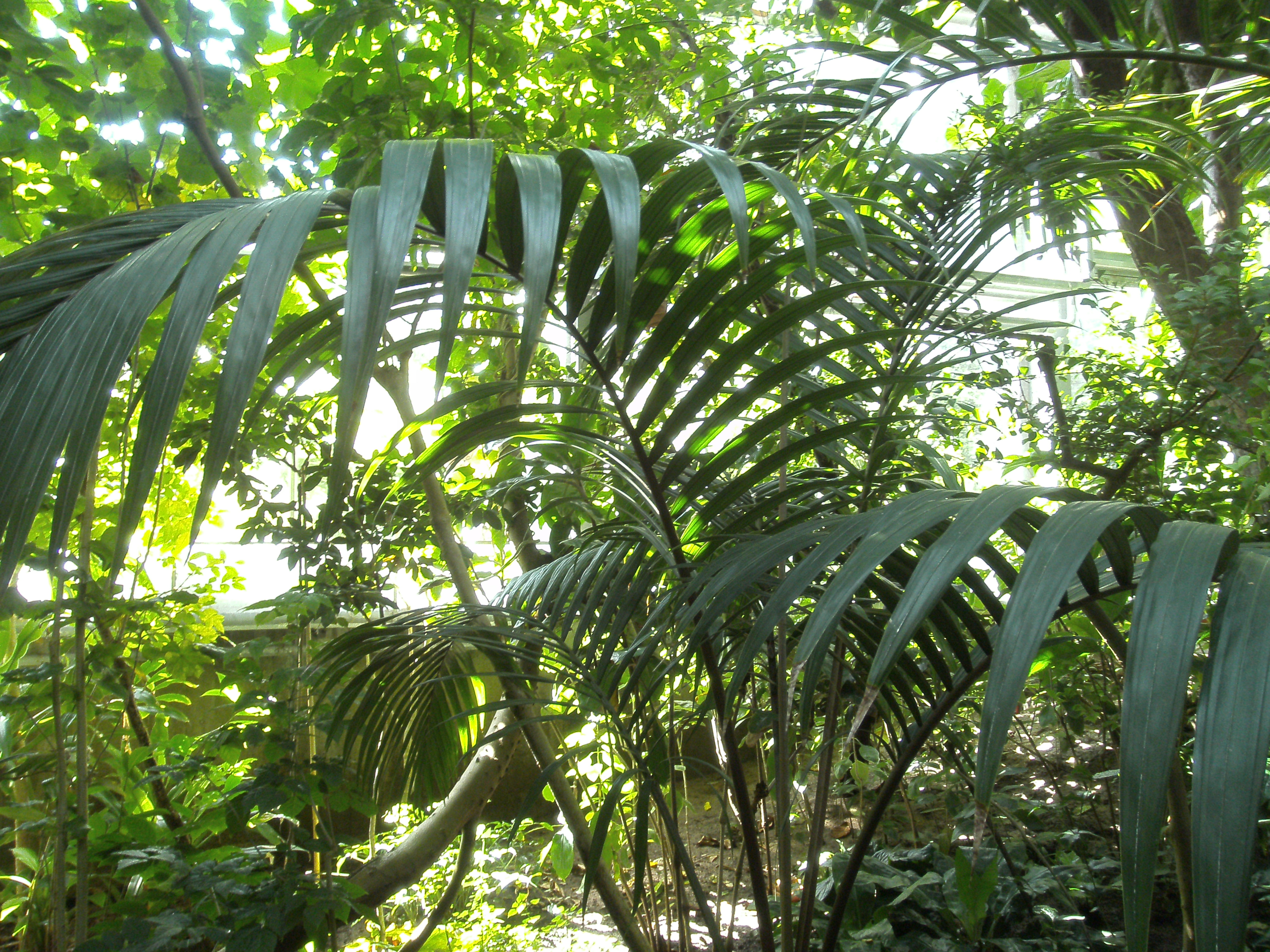
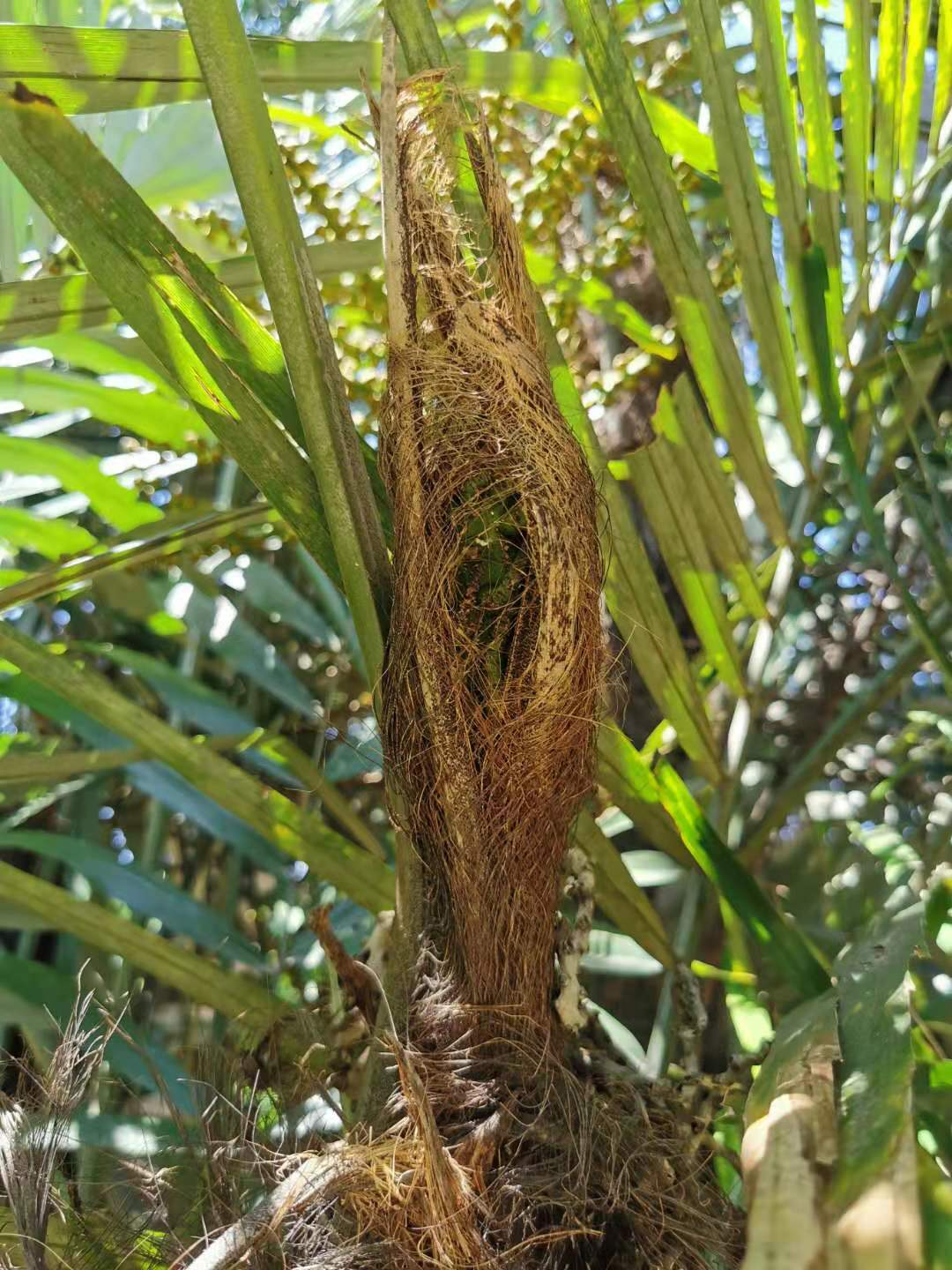